# Gaspar Zúñiga Avellaneda
Gaspar Zúñiga Avellaneda, španski rimskokatoliški duhovnik, škof in kardinal, * 1507, † 2. januar 1571.

## Življenjepis
27. junija 1550 je bil imenovan za škofa Segovie, 21. oktobra 1558 za nadškofa Santiaga de Compostela in 22. junija 1569 za nadškofa Seville.
17. maja 1570 je bil povzdignjen v kardinala.